# Альбінув (Лодзинське воєводство)
Альбінув (пол. Albinów) — село в Польщі, у гміні Ґловно Зґерського повіту Лодзинського воєводства.
Населення — 116 осіб (2011).

## Демографія
Демографічна структура станом на 31 березня 2011 року:
|          | Загалом | Допрацездатний вік | Працездатний вік | Постпрацездатний вік |
| -------- | ------- | ------------------ | ---------------- | -------------------- |
| Чоловіки | 60      | 12                 | 43               | 5                    |
| Жінки    | 56      | 9                  | 28               | 19                   |
| Разом    | 116     | 21                 | 71               | 24                   |